# Миньковская, Алёна Леонидовна
Алёна Леони́довна Минько́вская (англ. Alyona Minkovski; род. 30 января 1986 года, Москва) — американская журналистка российского происхождения.

## Биография
Дочь советской фигуристки Ирины Родниной и российского бизнесмена еврейского происхождения Леонида Миньковского. У неё есть единоутробный брат — сын Ирины Родниной и её партнёра по фигурному катанию Александра Зайцева — Александр Зайцев-младший; занимается гончарным искусством. Миньковская имеет гражданство США и России.
В 4-летнем возрасте вместе с семьёй эмигрировала в США, где обосновалась в Калифорнии. Окончила Калифорнийский университет в Санта-Крузе, факультет политологии, получила степень бакалавр искусств.
После окончания университета была стажёром в бюро канала RT America в Вашингтоне. С октября 2009 года по июль 2012 года вела авторскую программу «The Alyona Show» на том же канале. Была одним из продюсеров первой инаугурации Барака Обамы в январе 2009 года. Была приглашённой ведущей в программе «The Young Turks». С 2012 года не работает на RT.
С 2012 по 2016 год вела программу «Free Speech Zone» на HuffPost Live — видеопортале американского новостного агрегатора The Huffington Post. С 2017 по 2018 год вела программу «Salon Talks» на новостном сайте Salon, а также являлась продюсером и ведущей проекта «Salon Now» на том же сайте. С 2018 года ведёт программу «Trade Ideas» на канале Real Vision.
В 2011 году была включена Forbes в список «30 до 30» — 30 медиаперсон, которым меньше 30 лет. В 2014 году была номинирована на премию ЛГБТ-сообщества США GLAAD Media Awards в категории «Выдающаяся цифровая мультимедиа-журналистика» за программу «Бисексуалы дождались своей очереди в Белом доме» на HuffPost Live. Придерживается либеральных взглядов.